# ストップモーション・アニメーション
ストップモーション・アニメーション（Stop motion animation）とは、静止している物体を1コマ毎に少しずつ動かしカメラで撮影し、あたかもそれ自身が連続して動いているかのように見せる映画の撮影技術、技法。アニメーションの一種であり、SFXの一種。コマ撮り（コマどり）ともいう。

## 概要
撮影する対象としてさまざまな素材が使用され、それにより分類される。代表的なものを挙げる。
- 紙アニメ
- 切り絵アニメ
- クレイアニメ
- 砂アニメ
- 人形アニメ（パペット・アニメーション）
- モデルアニメ
- リプレイスメント・アニメーション
- ピクシレーション

20世紀の初めにフランスの映像作家ジョルジュ・メリエスとJ・S・ブラックトンが映画のトリックに使用したのが始まりと考えられる。以来、実写映画の特殊効果で、操り人形であったり、人間が着ぐるみで動かせない非人間型のキャラクターを動かす手法として長年用いられていた。長編映画の世界においてハリウッド映画『ジュラシック・パーク』以降の作品では、CGによる映像加工へと変遷しつつあり、昨今ではコマ撮り特有の映像効果を期待する作品以外では減少しつつある技法である。
日本では、NHKEテレをはじめとする子供向け番組『ニャッキ!』などや、『みんなのうた』などの短編アニメーション映像、テレビ番組のオープニング映像等に多くみられる。

## 代表的なアニメーター

### 日本の立体アニメーション作家
- 持永只仁
- 川本喜八郎
- 岡本忠成
- 峰岸裕和
- 鈴木伸一
- 野村辰寿
- 森まさあき
- 伊藤有壱
- IKIF
- 石田卓也
- 飯面雅子
- ていえぬ
- 南家こうじ
- 保田克史
- 横須賀令子
- 土田ひろゆき
- Hayatto
- 見里朝希
- 堀貴秀

### 海外のアニメーター
- ウィリス・オブライエン
- ジョージ・パル
- レイ・ハリーハウゼン
- ジム・ダンフォース
- フィル・ティペット
- ニック・パーク（アードマン・アニメーションズ）
- ヤン・シュヴァンクマイエル
- イジー・トルンカ
- ランキン・バス（アーサー・ランキンJr.とジュールス・バスのコンビ名）
- ピーター・ロード（アードマン・アニメーションズ）
- ディビッド・スプロクストン（アードマン・アニメーションズ）
- ロマン・カチャーノフ
- カレル・ゼマン（切り絵アニメの巨匠）
- トラヴィス・ナイト（アニメーション制作会社ライカCEO）
- アダム・エリオット（「メアリー & マックス」 2009年、「かたつむりのメモワール」 2025年）[2]

## ストップモーション・アニメーション制作会社

### 日本の制作会社
- ドワーフ - NHKキャラクター「どーもくん」や「こまねこ」を中心に、ショート・アニメやCM等さまざまなアニメーションを手掛ける。コマ撮り専用スタジオを持つ
- poptoon - CM中心のアニメーション制作会社。コマ撮りスタジオ併設
- Flying Ship Studio - アニメーション制作会社
- ユーフォーテーブル - 通常のアニメーション制作が主だが、自社制作作品のエンディングの多くにストップモーション・アニメーションを使用している。
- PEAS - 人形アニメーションを中心に、様々なアニメーション技法を使い番組OP制作やCM制作を行う。人形用金属関節アーマチュアを自社で設計・量産。コマ撮りスタジオ完備。
- スタジオプラセボ - コマ撮りアニメーションなどの様々な技法のアニメーション制作を手掛ける。コマ撮り専用スタジオ完備。
- スタジオビンゴ - NHK Eテレ、MV、CMなどのコマ撮りアニメーションを手掛ける。コマ撮り専用スタジオ完備。
- アイトゥーン - NHK Eテレ プチプチアニメ「ニャッキ」を中心に様々なアニメーションを手掛ける。

### 海外の制作会社
- アードマン・アニメーションズ（Aardman Animations, Ltd.） - イギリスのクレイアニメ映画制作スタジオ
- ライカ（Laika, LLC.） - アメリカのストップモーション映画制作スタジオ
- ヌクフィルム（英語版）（OÜ Nukufilm） - エストニアのストップモーション映画制作スタジオ[3] [4]

## ストップモーション・アニメが活用された作品
ストップモーション・アニメーションは単独で利用されるだけでなく、1990年代前半までは実写映画でも利用されていた。上記でも説明したように1993年の『ジュラシックパーク』以降は、ハリウッド映画の多くは3DCGによる制作に大きく移行し、ストップモーション技術が使われる機会は少なくなった。
- 1987年のハリウッド映画『ロボコップ』では、二足歩行ロボット「ED-209」のほか、終盤のCMの恐竜もストップモーションが利用されている。